# Инженерное карстоведение
Инженерное карстоведение — прикладная наука, включающая разделы инженерной геологии (грунтоведение, воды подземные, карст, экзогенные процессы, …), механики грунтов (закономерности грунтов, деформации грунтов) и строительства (основания и фундаменты, железобетонные конструкции)

## Цели и задачи
Изучает комплекс взаимосвязанных природных, химических, физических и механических процессов и явлений, вызванных растворением и выносом природными водами продуктов растворения горных пород с последующей карстовой, коррозионной и суффозионной денудацией подземных толщ (возникновение полостей, пустот, нарушение структуры и изменение свойств) вплоть до опасного внезапного проявления на земной поверхности в виде карстовых провалов, посадки, проседаний и оседаний, против которых требуется инженерная противокарстовая защита оснований зданий сооружений строительными методами (планировочными, водозащитными и противофильтрационными, геотехническими, конструктивными, технологическими и эксплуатационными), не допускающими и (или) сводящими до безопасного минимума деформации грунтовых оснований зданий и сооружений, при которых они сохраняют неопасную надежность и общую геостойкость.
Концепцией карстоведения является изучение карстоопасности территории, прогнозирование поведения на них зданий, сооружений и иных объектов человека и упреждающая инженерно-строительная противокарстовая защита от любых сверхнормативных деформаций оснований, происшедших в результате активации карстового либо карстово-суффозионного процессов, которые являются причиной аномального поведения отказов фундаментов и наземных конструкций. Отказы появляются внешне на зданиях, сооружениях:
- трещины в фундаментно-подвальной зоне при сохранение полного работоспособного состояния объекта;
  - локальные повреждения в фундаментно-подвальной зоне (значительные трещины, сдвиги, выкрашивание бетона), при котором нарушается сплошность без существенного снижения несущей способности и эксплуатационной пригодности;
- оседания грунтовых толщ в активной зоне основания (на 5-10 см), которые переводят основание и фундамент здания либо в целом сооружение в ограниченно работоспособное состояние при сохранение общей геостойкости объекта;
- провалы грунтовых толщ из под подошвы фундамента с обрушением элементов фундамента и стен, повалы внутри контура здания либо на примыкающей к объекту территории, что приводит его в аварийное состояние в связи с полной утратой несущей способности основания и фундамента на его локальном участке.

Деформации оснований зданий и сооружений карстово-суффозионного происхождения по вине карста в РБ составляют 15 % и наступают по закону редких событий (закон Пуассона), то есть по нему дата и место карстопроявления носят вероятностный характер. К закарстованным территориям относятся также, в толще которых на глубине до 80 м залегают труднорастворимые карбонатные скальные породы (известняк, доломит, мел, мрамор), полускальные среднерастворимые сульфатные (гипс, ангидрит) и полускальные легкорастворимые галоидные (галит, карналлит). Почти 31 % территории РБ поражен поверхностными карстопроявлениями. Около 45 % городского и не менее 20 % сельского населения проживает в районах развития сульфатного и одновременного развития сульфатного и карбонатного карста.
Карстовый процесс развивается при наличии 3 обязательных условий: растворимая порода, растворяющая способность воды и отвод продуктов растворения. Отсутствие хотя бы одного из любых перечисленных условий переводит карстовый процесс в пассивное состояние. Антропогенный фактор может активировать или пассивировать естественное состояние растворимых пород в земной коре.
Инженерно-геологические изыскания на закарстованных территориях проводятся с учётом дополнительных против обычных технических требований соответствующих нормативных документов. Материалы изысканий должны содержать районирование территории по условиям, степени и характеру развития карста с учетом проявлений суффозии, сдвижения и обрушения горных пород, а также других процессов, участвующих в формировании полостей, разрушенных и разуплатненных зон в карстующихся и покрывающих их отложениях. Районирование заключается в разметке территории на участки с равной вероятностью частоты карстовых провалов на 1 км² в год (1 6 категории) и по средним вероятным диаметром (м) карстовых провалов (категории А…Г). Технический отчёт по изысканиям для составляющей стадии простых работ должен содержать информацию, необходимую и достаточную для обоснования технических решений (мероприятий) и разработки строительных противокарстовых конструкций. Традиционно противокарстовые конструкции закладываются в фундаментно-подвальной части зданий (горизонтальные противокарстовые неразрезные железобетонные рамы, ленты, плиты и др., армированные по расчету на заданный вероятный диаметр провала). Плитные фундаменты предусматривают с технологическими каналами.
Обеспечению повышенной пространственной жесткости остова здания придается особое значение (анкерование наружных несущих стен, омоноличевание сборных перекрытий, целесообразная проемность, взаимосвязка продольных и поперечных элементов остова и т. п.). В обоснованных случаях предусматривается карстомониторинг для отслеживания состояния объекта и прилегающей территории по специальной программе и на определённый срок.

## История
Основное содержание карстологии было сформировано в 1947 году на пермской конференции.
В Башкирии в конце XIX века тщательные изыскания на карст было проведено Д. Л. Ивановым в связи с участившимися карстовыми провалами вдоль только что построенной Самаро-Златоустовской железной дороги (20 за 4 года на участке длиной 38 км — 1890—1894), которые происходят под ней регулярно. Противокарстовая служба на этом участке железной дороги функционирует по сей день.
Во 2 й половине XX века в 79 (1,75 %) населенных пунктов Башкирии в пределах их селитебных зон или в непосредственной близости от них достоверно зарегистрировано не менее 200 новых провалов и др. поверхностных карстопроявлений (нпп. Курманаево, Япрыково, Михайловка, Старонадеждино, Талалаевка, Аскино, Охлебино, Кармаскалы, Аксаково, Карламан и др.).
Наиболее часты провалы в Уфе, Благовещенске, Бирске, вызываемые карстовым и карстовым суффозионным процессами. В большинстве случаев осуществлены строительные противокарстовые меры по усилению оснований и фундаментов с последующей реставрацией наземных конструкций (при необходимости), позволяющие стабилизировать деформации оснований. При опасных незатухающих деформациях основания здания его сносят (центр пенсий по ул. Зорге, 9/1; ГПТУ 40 по ул. Нежинской).
В 1963 и 1969 Г. А. Максимович (Пермь) опубликовал монографию в 2 х томах "Основы карстоведения ", в которой превалировала геолого-спелеологичесская трактовка карстового явления, явившаяся геологической преамбулой инженерного карстоведения.
В Уфе в кон. 60-х гг. 20 в. появилась острая необходимость решения инженерно-строительных аспектов карста в связи с большими объёмами жилищного строительства на месте сносимых ветхих строений . Творческий коллектив из специалистов БашНИИстрой, ЗапУралТИСИВа и Башкиргражданпроекта впервые в СССР выработали концепцию освоения закарстованных территорий РБ, что было положено в основу Инструкции ВСН 2-86 и впоследствии ТСН 302-50-95. Исследования гидрологии и типа карста Башкирии являются кандидатской диссертации (Мартин В. И., 1975); расчет свайных фундаментов на карстовый провал (Илюхин В. А., 1988); прогноз карстоопасности и районирование закарстованных территорий (Травкин А. И., 1989); опасные экзогенные процессы (Смирнов А. И., 1998); расчет пластных фундаментов на карстовый провал (Рыжов А. И., 1999); контроль за плитным фундаментом или карстопроявлениях (Жилин А. Н., 2000); исследование работы свайного фундамента при карстовом провале (Давлетяров Д. А., 2006). Проблемные темы отказов оснований и фундаментов и их устранение (Мулюков Э. И. , 1993); и расчета свайно-плитных фундаментов при карстовом провале (Готман Н. З., 2004) являются основой докторских диссертаций. Представляет интерес научный труд Шаммазова А. М. с соавт. «Расчет магистральных газопроводов в карстовой зоне» (Уфа, 1999).
Формированию и наполнению карстоведения способствовали два всесоюзных совещания. Первое из них по строительству на закарстованных территориях (Подольск, 1983), второе по противокарстовой защите объектов строительства (Куйбышев, 1990). В 1992 (Пермь) был проведён Международный симпозиум «Инженерная геология карста», труды которого составляют 2 тома по 10 разделов (636с.) по разным аспектам карстоведения.
В 2004 был проведен Международный симпозиум «Карстоведение 21 век: теоретическое и прикладное значение», в трудах которого преобладают статьи только по инженерной геологии карста.
В 1-м десятилетии нынешнего столетия издано несколько российских нормативных документов, которые упорядочивают систему взглядов на карстоведение. В УГНТУ с 2002 на АСФ преподается дисциплина «Инженерно-строительное карстоведение» для студентов строительных специальностей. Это согласуется с вступительным генеральным докладом на Международном симпозиуме (Пермь, 2004), в котором отмечено, что «обеспечение безопасного освоения закарстованных территорий зависит от компетентности кадров…Карстоведение как учебная дисциплина не включена в общегосударственные образовательные стандарты ВПО по … строительным специальностям».